# Altenoythe
Altenoythe ist ein Ortsteil der Gemeinde Friesoythe im Landkreis Cloppenburg in Niedersachsen. Die gesamte Gemeinde gehört zum Oldenburger Münsterland. Die Ortskirche ist eine der ältesten Kirchen Norddeutschlands.

## Geschichte
Die früheste urkundliche Erwähnung von Altenoythe stammt aus dem Jahr 1014, und zwar in einer Urkunde, in der die an das Kloster Corvey zu entrichtenden Abgaben genannt werden.
Der Ort existiert jedoch vermutlich schon viel länger: Altenoythe war wahrscheinlich eine „altsächsische Siedlung“ und gehörte zum Lerigau. Die ursprünglich im größten Teil des Oldenburger Landes siedelnden Chauken waren von den Sachsen im 4. Jahrhundert „übersiedelt“ worden.
Nachdem ab 780 n. Chr. von Karl dem Großen (* wahrscheinlich 2. April 747 oder 748; † 28. Januar 814 in Aachen) neun Missionssprengel zur Christianisierung der unterworfenen Sachsen errichtet worden waren, wurden von der Missionszelle Visbek aus durch Abt Gerbert Castus – den Apostel des Oldenburger Münsterlandes – die ersten Kirchengemeinden in der Umgebung gegründet. Eine der ersten Pfarrkirchen im Lerigau war die dem heiligen Vitus gewidmete Kirche in Altenoythe. Das war zu jener Zeit eine einfache Holzkirche, von der heute nur noch Überreste unter der im 12. Jahrhundert neu errichteten romanischen Steinkirche zu finden sind. Besonders zu beachten sind die spätgotischen Gewölbe- und Wandmalereien, der handgeschnitzte ebenfalls spätgotische Altar, das Epitaph der Familien von Kobrink sowie die berühmte Grabplatte der Anne von Fikenholt geb. von Kobrink. Die Grabplatte befindet sich ungeschützt draußen neben der Sakristei.
855 wurde Visbek und somit auch Altenoythe dem Kloster Corvey bei Höxter unterstellt. Am Anfang des 12. Jahrhunderts ist Altenoythe als eine Corveyer Pfarrei bezeugt.
Die Abtei Corvey konnte ihre Grundherrschaft jedoch nicht behaupten und wurde durch die Grafen von Oldenburg abgelöst. Nachfolger der oldenburgischen Herrscher wurden um 1150 die Grafen von Tecklenburg. Diese errichteten eine Burg, in deren Umgebung und Schutz sich dann Friesoythe entwickelte.
Zeitweise umfasste das Gemeindegebiet die heutigen Orte Bösel, Thüle, Friesoythe, Kampe, Harkebrügge und Edewechterdamm.
Tochterpfarren der St.-Vitus-Gemeinde sind Friesoythe (1619), Bösel (1873/74), Harkebrügge und möglicherweise Barßel (14. Jahrhundert).
Mitte des 16. Jahrhunderts wurde in Altenoythe der lutherische Glaube eingeführt. Dieser Glaube fand viele Anhänger, und die spätere Wiedereinführung des katholischen Glaubens stieß auf Widerstand. Die Besitzer des Guts Altenoythe, die Familie von Kobrinck, hatte sich in der Reformationszeit dem lutherischen Glauben zugewandt und blieb auch später evangelisch, als Altenoythe bereits wieder katholisch war. Die Burg derer von Kobrinks existierte noch bis zum Jahre 1840. Die Burgstelle befindet sich auf dem Hof Duen an der Grenze zum Meyerhof.
Während des Dreißigjährigen Krieges fand 1623 in Altenoythe die Weihnachtsschlacht statt, bei der die vom protestantischen Kommandanten Limbach befehligten mansfeldischen Truppen kapitulieren mussten, woraufhin Mansfelds gesamte Armee aus dem Oldenburger Münsterland vertrieben wurde und sich Anfang 1624 auflöste.
1619 wurde Friesoythe erstmals „abgepfarrt“. Im Jahre 1679 fand nach zeitweiliger Rücknahme der Abpfarrung unter Pastor Hanschen die endgültige Abpfarrung statt. 1668 wurde die Vitus-Kirche im gotischen Stil neu errichtet und um einen Chor erweitert.

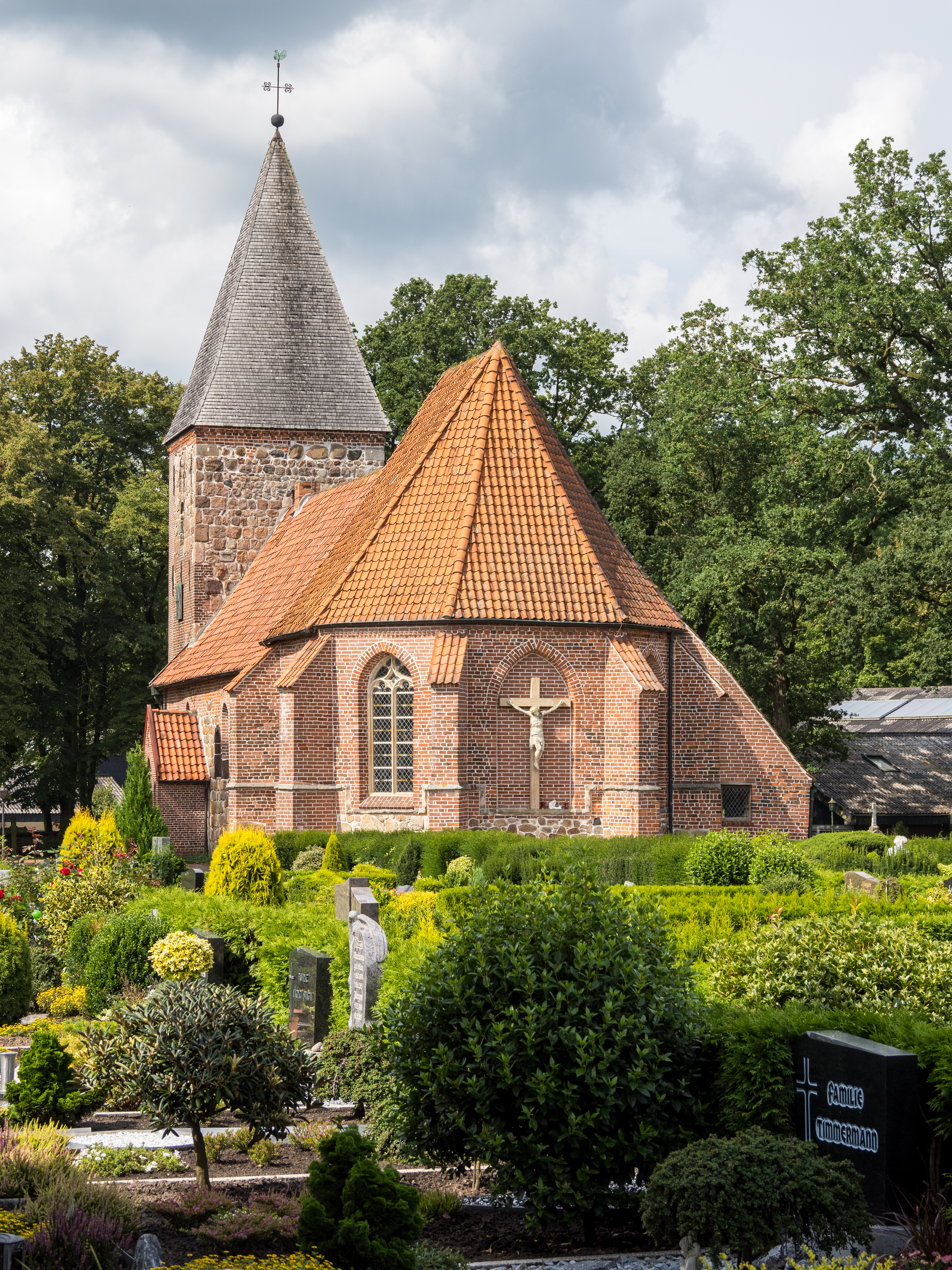
St. Vitus-Kirche

Die Volkszählung von 1858 ergab die Bevölkerungszahl von 1928 Einwohnern. Altenoythe war damit zu dieser Zeit die größte Gemeinde des umliegenden Gebiets vor der Gemeinde Friesoythe.
1804 kam es zur politischen Abtrennung der Bauerschaft Thüle.
Nachdem 1873/74 die Kirche in Bösel errichtet worden war, wurde auch Bösel von Altenoythe „abgepfarrt“, allerdings wurden die Gemeinden Bösel und Altenoythe 1936 wieder vereinigt. Nach dem Zweiten Weltkrieg wurden beide Pfarreien wieder eigenständig.
1934 wurde die Kirche, der Friedhof und die nähere Umgebung der Kirche vom damaligen oldenburgischen Innenministerium unter Denkmalschutz gestellt.
Ab 1954 gehörte die St.-Vitus-Gemeinde Altenoythe zum Dekanat Friesoythe.
1972 wurde eine weitere katholische Kirche in Altenoythe errichtet, die größere Dreifaltigkeitskirche. Diese dient seitdem als Hauptkirche.

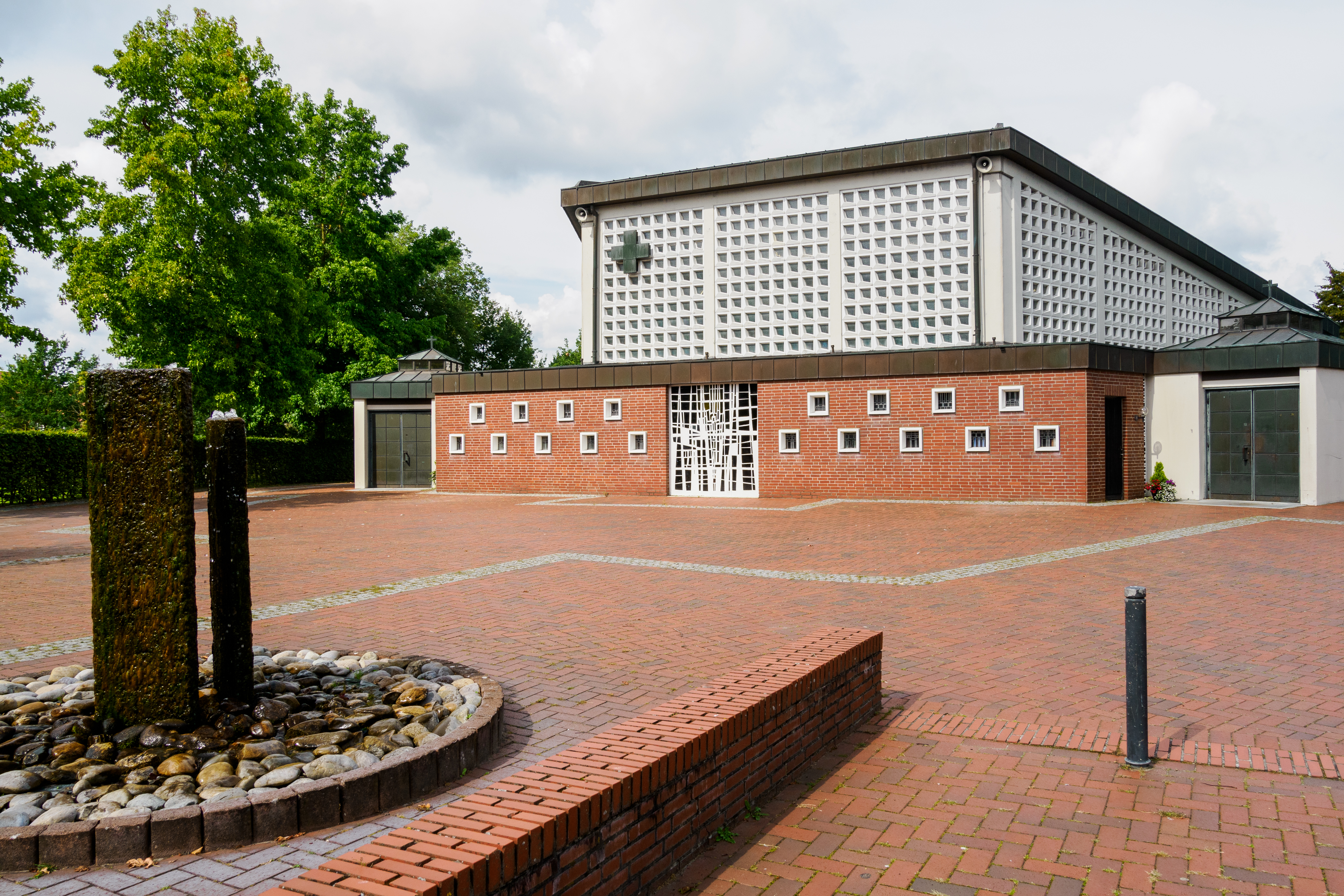
Dreifaltigkeitskirche

Am 1. März 1974 kam es im Rahmen der Gemeindereform zur Auflösung der politischen Gemeinde Altenoythe. Seitdem gehört Altenoythe zur Stadt Friesoythe, obwohl sich der Rat der Gemeinde in einer Abstimmung am 1. Februar 1972 einstimmig gegen eine Angliederung ausgesprochen hatte. Auch die darauf bezogene Unterstützung durch den Bundestagsabgeordneten Manfred Carstens blieb letztlich erfolglos.
Seit 1986 wird die St.-Josefs-Kapellengemeinde Kampe von Altenoythe mit verwaltet.
Am 24. Mai 1998 machten die Kirchengemeinden St. Peter & Paul, Petersdorf und St. Cäcilia, Bösel eine Wallfahrt nach Altenoythe zur Vituskirche.
Am 2. Februar 2008 wurden die kirchlichen Gemeinden des Friesoyther Stadtgebietes zur Großgemeinde St.-Marien-Friesoythe vereinigt. Diese besteht aus den Filialgemeinden St. Marien Friesoythe (von 1677), St. Vitus Altenoythe (von 855), St. Johannes Markhausen (von 1423), St. Johannes-Baptist Thüle (von 1922), St. Josef Kampe und St. Ludger Neuscharrel (von 1857).

## Politik
Nach dem Ende des Zweiten Weltkriegs bis zur Auflösung der Gemeinde 1974 war Gerhard Stratmann Gemeindedirektor von Altenoythe.
Ortsvorsteher ist seit der Kommunalwahl am 11. September 2016 Dennis Löschen (SPD).

### Wappen
| | Blasonierung: „In Gold (Gelb) unter einem schwebenden blauen fünflatzigen Turnierbogen im Schildhaupt zwei rote Rosen; in der unteren Schildhälfte eine blaue Rossbremse mit roten Schwingen und roter Schnur.“ |
| Wappenbegründung: Das am 19. August 1954 vom Niedersächsischen Minister des Innern verliehene Wappen in den oldenburgischen Landesfarben Gold, Rot und Blau, somit sind auch die münsterschen Farben Gold und Rot enthalten, weist mit dem Turnierkragen und den beiden Rosen auf die einflussreiche Familie von Smerten hin, welche auf Gut Kampe wohnte. Die geflügelte Rossbremse entstammt dem Wappen der Familie Kobrinck, Eigentümer des Gutes Altenoyte. | |

## Ortsteile der früheren Gemeinde
- Hohefeld
- Edewechterdamm
- Kampe
- Kamperfehn
- Ahrensdorf
- Ikenbrügge
- Pirgo
- Eggershausen

## Schulen
- Heinrich-von-Oytha-Schule – Oberschule Friesoythe
- Gerbert-Grundschule
- Grundschule Hohefeld (1911–2020)
- Sophie-Scholl-Schule für Menschen mit Behinderungen unter Trägerschaft des Caritas-Vereins

## Kultur und Sehenswürdigkeiten
- St.-Vitus-Kirche (Romanische Saalkirche aus Feldsteinmauerwerk aus dem 12. Jahrhundert)
- Dreifaltigkeitskirche mit dem modernen Glockenturm
- Tholen-Hinnerk-sien-Schoapstall (vom Heimatverein renovierter ehemaliger Schafstall)
- der Kobrincksche Hügel oder Kalvarienberg, Fundstelle von prähistorischen Urnen unter dem außerdem 150 im Jahre 1623 getöteten Mansfelder Soldaten begraben sein sollen
- ein überdachtes Kriegerdenkmal

### Veranstaltungen
- Schützenfest (letztes Wochenende im Juni, Sa., So., Mo.)
- Bauernmarkt
- Sportwoche des Sportvereins Altenoythe

## Söhne und Töchter des Ortes
- Heinrich Totting von Oyta, Theologe des 14. Jahrhunderts
- Heinrich Cloppenburg (* 11. April 1844 in Altenoythe; † 11. November 1922 in Den Haag, Niederlande), Mitbegründer des Bekleidungshauses Peek & Cloppenburg in Rotterdam